# Südlicher Ackerling
Der Südliche Ackerling (Cyclocybe cylindracea, syn. Agrocybe aegerita), auch Südlicher Schüppling genannt und in Italien gemeinhin als Piopparello oder Pioppino bekannt, ist eine Pilzart aus der Familie der  Trompetenschnitzlingsverwandten (Tubariaceae).

## Merkmale

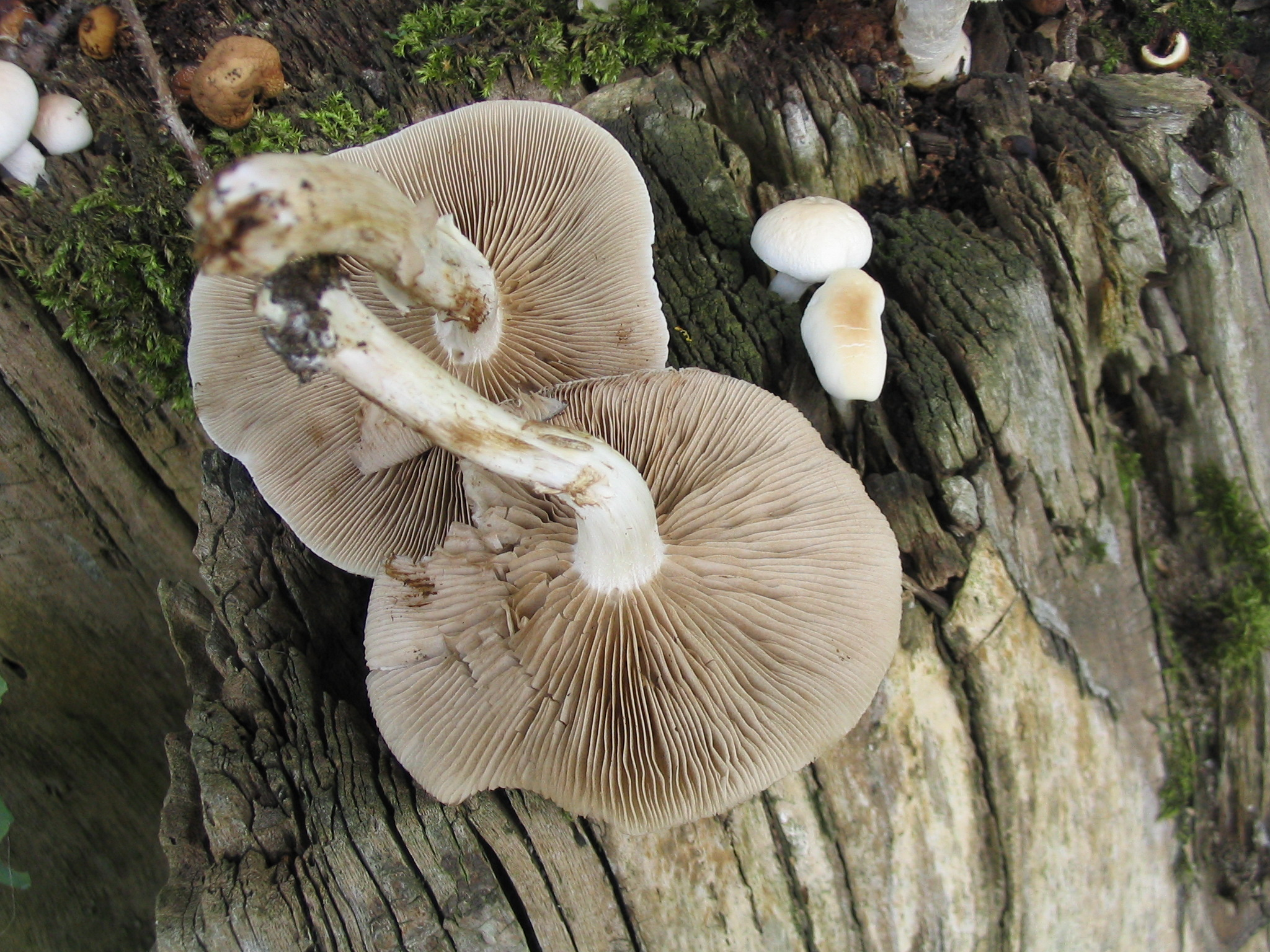
Blick auf die Hutunterseiten des Südlichen Ackerlings mit den Lamellen

### Makroskopische Merkmale
Der etwa 5–10 cm breite Hut ist jung bräunlich und halbkugelig, dann abgeflacht und nur noch in der Mitte dunkler, oft rissig. Die gedrängten Lamellen sind fein, zuerst weißlich und später durch das Sporenpulver bräunlich gefärbt. Der 5–12 cm lange und etwa 1 cm dicke Stiel hat eine weißliche Farbe und besitzt einen Ring dicht unter dem Hut. Das Fleisch ist fest, weiß und an der Basis leicht bräunlich. Es riecht unauffällig.

### Mikroskopische Merkmale
Die Sporen sind elliptisch und von bräunlicher Farbe.

## Ökologie
Der wärmeliebende Pilz lebt an Pappelstrünken, gelegentlich auch auf anderen Laubbäumen.

## Bedeutung

### Kultivierung

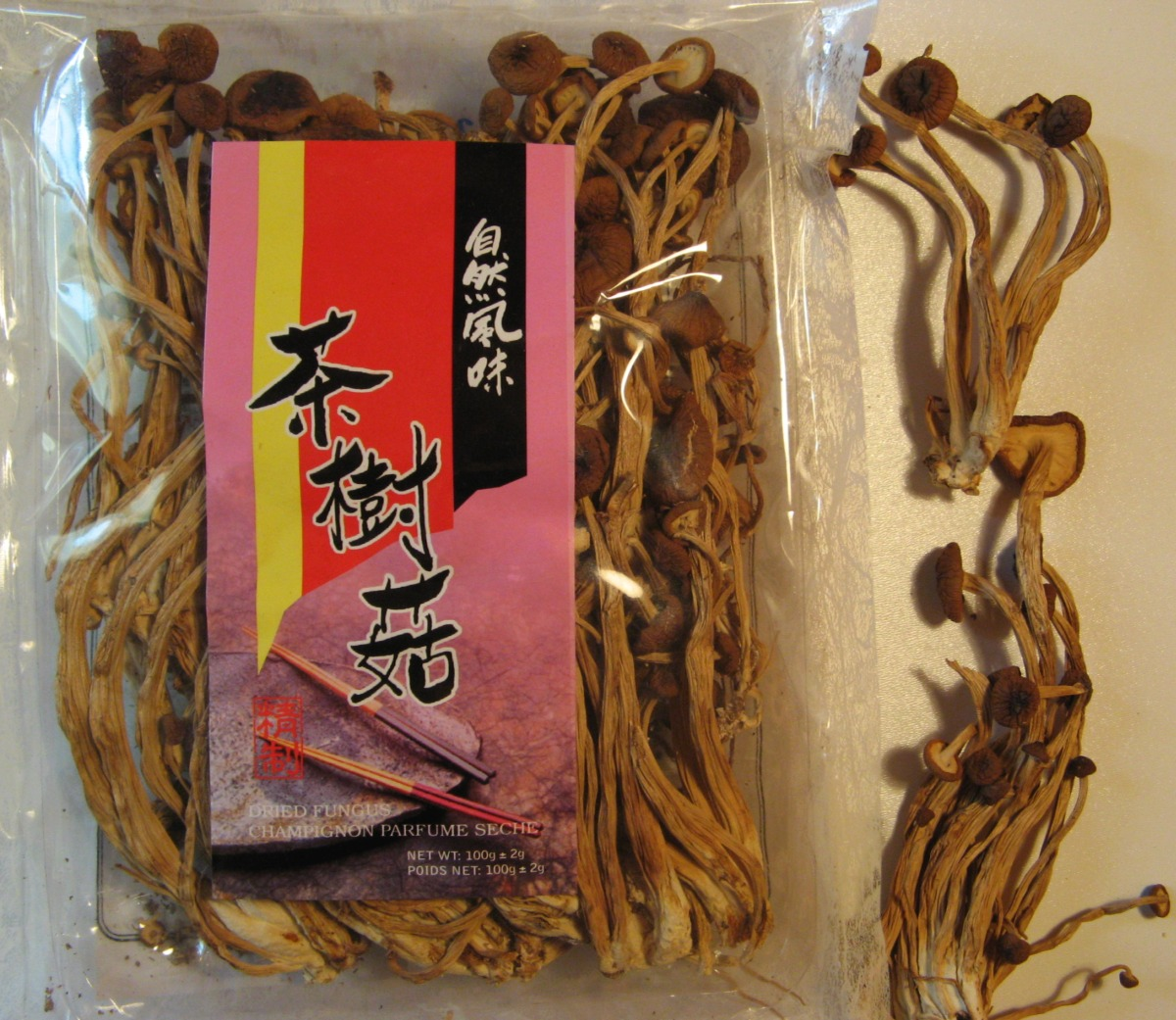
Kultivierte südliche Ackerlinge, getrocknet

Der Südliche Ackerling ist essbar. Er wurde bereits von den Römern kultiviert, wobei reife Lamellen auf Pappelholz verteilt wurden. In Italien und Japan wird er noch heute gezüchtet und vermarktet. Das Fleisch des Südlichen Ackerlings hat eine vergleichsweise feste Konsistenz.

### Inhaltsstoffe
Der Südliche Ackerling bildet ein einzigartiges extrazelluläres Enzym, das einen funktionellen Hybrid aus Häm-Thiolat-Haloperoxidase und Cytochrom-P450-abhängiger Monooxygenase repräsentiert (Agrocybe-aegerita-Peroxidase = AaP). Es ist unter anderem in der Lage, aromatische Verbindungen wie Phenol zu bromieren sowie Sauerstoff-Funktionen (OH-Gruppen) selektiv in wenig aktivierte Moleküle (zum Beispiel Benzol, Naphthalin, Pyridin, Thioanisol) einzuführen. Als Cosubstrat verwendet das Enzym Wasserstoffperoxid und kann deshalb als Peroxygenase bezeichnet werden. Man geht davon aus, dass ähnliche Enzyme, die ein vielversprechendes biotechnologisches Potential besitzen, auch in anderen Blätterpilzen (Agaricales) vorkommen (unter anderen in der Gattung Coprinus).

## Systematik
Die Art wurde früher innerhalb der Ackerlinge (Agrocybe) zu den Träuschlingsverwandten (Strophariaceae) gestellt. Phylogenetische Untersuchungen zeigten, dass die Art nicht näher mit den Ackerlingen verwandt ist. Sie wurde 2014 in die Gattung Cyclocybe innerhalb der Trompetenschnitzlingsverwandten (Tubariaceae) überführt.